# 相思相愛 (GReeeeNの曲)
｢相思相愛｣ (そうしそうあい)はGReeeeNの楽曲。ZEN MUSICから2020年12月25日に配信限定でリリースされた。

## 曲の詳細
1. 相思相愛 [3:24]
  - 作詞・作曲 : GReeeeN